# Джон Соліс (футболіст)
Джон Е́льмер Солі́с Роме́ро (ісп. Jhon Élmer Solís Romero; нар. 3 жовтня 2004, Гуакарі) — колумбійський футболіст, півзахисник іспанського клубу «Жирона».

## Клубна кар'єра

### «Атлетіко Насьйональ»
Почав займатися футболом у місцевій команді «Расінг» (Гуакарі), а 2019 року приєднався до структури «Атлетіко Насьйональ». 2022 року був переведений до першої команди, за яку дебютував 28 лютого в матчі Категорії Прімера A (Апертура) проти клубу «Атлетіко Букараманга». У своєму дебютному сезоні в «Атлетіко» зіграв 6 поєдинків та став чемпіоном Колумбії (Апертура).
В лютому 2023 року в складі «Атлетіко» став переможцем Суперліги Колумбії, зігравши в обох матчах проти клубу «Депортіво Перейра». 25 травня 2023 року дебютував у Кубку Лібертадорес у матчі проти перуанського «Мельгара», в якому був вилучений з поля в другому таймі. Всього в сезоні 2023 провів 38 матчів за клуб.

### «Жирона»
1 вересня 2023 року перейшов в іспанський клуб «Жирона», підписавши п'ятирічний контракт, а сума трансферу становила 6 млн євро. 27 вересня дебютував за «Жирону», вийшовши на заміну Віктору Циганкову в матчі Ла-Ліги проти «Вільярреала». У своєму дебютному сезоні провів 22 зустрічі за «Жирону».
18 вересня 2024 року в матчі загального етапу Ліги чемпіонів УЄФА проти французького «Парі Сен-Жермен» дебютував у єврокубках. 11 січня 2025 року в поєдинку Ла-Ліги проти «Алавеса» забив свій перший гол за «Жирону», а також у професіональній кар'єрі.

## Кар'єра в збірній
Виступав за збірні Колумбії до 15 і до 16 років. В липні 2023 року отримав виклик до олімпійської збірної Колумбії.
29 серпня 2024 року вперше викликаний до збірної Колумбії головним тренером Нестором Лоренсо для участі в матчах відбіркового турніру до чемпіонату світу 2026 року проти Перу та Аргентини.

## Статистика виступів
Станом на 13 травня 2025 
| Клуб                | Сезон             | Чемпіонат           | Чемпіонат | Чемпіонат | Кубок | Кубок | Континентальні | Континентальні | Інші  | Інші | Всього | Всього |
| Клуб                | Сезон             | Дивізіон            | Матчі     | Голи      | Матчі | Голи  | Матчі          | Голи           | Матчі | Голи | Матчі  | Голи   |
| ------------------- | ----------------- | ------------------- | --------- | --------- | ----- | ----- | -------------- | -------------- | ----- | ---- | ------ | ------ |
| Атлетіко Насьйональ | 2022              | Категорія Прімера A | 6         | 0         | 0     | 0     | 0              | 0              | 0     | 0    | 6      | 0      |
| Атлетіко Насьйональ | 2023              | Категорія Прімера A | 24        | 0         | 2     | 0     | 4              | 0              | 2     | 0    | 32     | 0      |
| Атлетіко Насьйональ | Всього            | Всього              | 30        | 0         | 2     | 0     | 4              | 0              | 2     | 0    | 38     | 0      |
| Жирона              | 2023–24           | Ла-Ліга             | 18        | 0         | 4     | 0     | —              | —              | —     | —    | 22     | 0      |
| Жирона              | 2024–25           | Ла-Ліга             | 17        | 1         | 1     | 0     | 5              | 0              | —     | —    | 23     | 1      |
| Жирона              | Всього            | Всього              | 34        | 1         | 5     | 0     | 5              | 0              | 0     | 0    | 45     | 1      |
| Всього за кар'єру   | Всього за кар'єру | Всього за кар'єру   | 65        | 1         | 7     | 0     | 9              | 0              | 2     | 0    | 83     | 1      |

1. ↑  Матчі в Кубку Лібертадорес
2. ↑  Матчі в Суперлізі Колумбії
3. ↑  Матчі в Лізі чемпіонів УЄФА

## Досягнення
«Атлетіко Насьйональ»
- Чемпіон Колумбії (Апертура): 2022[16]
- Володар Кубка Колумбії: 2023
- Переможець Суперліги Колумбії: 2023[17]